# Hansjörg Sumi
Hansjörg Sumi (* 19. Januar 1959 in Saanen) ist ein ehemaliger Schweizer Skispringer.

## Werdegang
Der für den Skiclub Gstaad startende Sumi nahm mit der Vierschanzentournee 1976/77 erstmals bei einem internationalen Springen teil. Er konnte jedoch weder 1976/77 noch 1977/78 in der Vierschanzentournee Erfolge erzielen. Erst bei der Vierschanzentournee 1978/79 erreichte er in allen vier Springen eine Platzierung unter den besten zehn und beendete die Tournee am Ende als 2. in der Gesamtwertung.
Am 27. Dezember 1979 startete Sumi erstmals in Cortina d’Ampezzo im neu geschaffenen Skisprung-Weltcup. Dabei verpasste er in seinem ersten Springen das Podest nur knapp und sprang auf den 4. Platz. In Innsbruck konnte er mit dem 2. Platz erstmals einen Podestplatz bei einem Weltcup-Springen erreichen.
Bei den Olympischen Winterspielen 1980 in Lake Placid erreichte Sumi auf der Normalschanze den 9. Platz und auf der Grossschanze den 7. Platz.
Im ersten Weltcup-Springen nach den Spielen erreichte er in St. Moritz mit Platz 4 erneut einen Platz nur knapp hinter dem Podium. Am 29. Februar 1980 gewann er in Gstaad sein erstes und einziges Weltcup-Springen auf seiner Heimatschanze. Auch in Engelberg erreichte er mit Platz 3 erneut einen Podestplatz. Nachdem er auch im schwedischen Falun Vierter geworden war, beendete er die Weltcup-Saison 1979/80 auf dem 8. Platz in der Gesamtwertung.
In den folgenden Jahren konnte Sumi kaum konstante Leistungen erzielen. Bei der Vierschanzentournee 1980/81 sprang er nur auf hintere Plätze und blieb so erfolg- und punktlos. Im ersten Springen nach der Tournee, welches zudem das letzte für Sumi in der Saison war, erzielte er in Ironwood mit Platz 14 im Skifliegen auf der Copper-Peak-Schanze noch zwei Weltcup-Punkte, die ihm in der Weltcup-Gesamtwertung am Ende einen 62. Platz bescherten.
Die Weltcup-Saison 1981/82 begann für Sumi mit guten Ergebnissen, jedoch blieb er bei der Vierschanzentournee wiederum ohne Erfolg. Am 27. Januar 1982 konnte er in St. Moritz erneut mit Platz 3 aufs Podium springen. Bei der kurz darauf in Oslo stattfindenden Nordischen Skiweltmeisterschaft 1982 erreichte Sumi auf der Normalschanze den 30. und auf der Grossschanze den 49. Platz.
In der folgenden Saison 1982/83 erreichte er nach einer ergebnismässig wechselnden Saison am Ende mit 46 Weltcup-Punkten den 22. Platz in der Weltcup-Gesamtwertung. In seiner letzten Weltcup-Saison 1983/84 konnte er in Garmisch-Partenkirchen noch einmal einen 2. Platz erreichen und sprang in Cortina d’Ampezzo auf den 4. Platz. Das Springen in Cortina d’Ampezzo war zudem sein letztes Weltcup-Springen. In der Gesamtwertung erreichte er mit 32 Punkten noch einmal den 32. Platz.
Seine aktive Skisprungkarriere beendete Sumi mit der Teilnahme an den Olympischen Winterspielen 1984 in Sarajevo. Auf der Grossschanze erreichte er dabei den 22. Platz und auf der Normalschanze den 32. Platz.
Zwischen 1979 und 1984 gewann Sumi fünf Schweizer Meistertitel.

## Erfolge

### Weltcupsiege im Einzel
| Nr. | Datum            | Ort    | Typ          |
| --- | ---------------- | ------ | ------------ |
| 1.  | 29. Februar 1980 | Gstaad | Grossschanze |

### Weltcup-Platzierungen
| Saison  | Platz | Punkte |
| ------- | ----- | ------ |
| 1979/80 | 08.   | 102    |
| 1980/81 | 62.   | 008    |
| 1981/82 | 33.   | 024    |
| 1982/83 | 22.   | 046    |
| 1983/84 | 32.   | 032    |